# Racot
Racot (deutsch: Racoten; 1939–1943 Radungen; 1943–1945 Razot) ist ein Dorf in der Woiwodschaft Großpolen, in der Landgemeinde Kościan und liegt 41 Kilometer südlich von Posen. Der Ort hat 1321 Einwohner. Racot wurde 1366 das erste Mal schriftlich erwähnt.
Der Palast in Racot war in der Zwischenkriegszeit Residenz des Präsidenten Polens. Im Juli 1927 verbrachte hier Ignacy Mościcki mit Ehefrau seinen Urlaub.

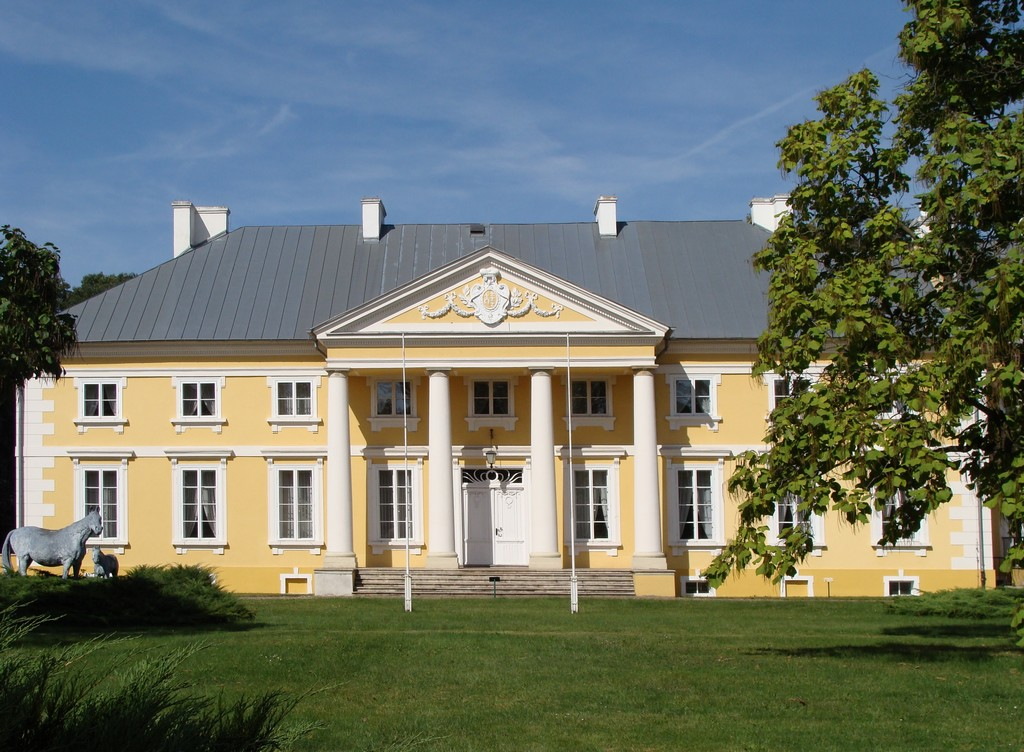
Palast in Racot

Racot ist auch durch ein seit 1925 bestehendes staatliches Gestüt bekannt.